# Médaille de membre de la Nationale Volksarmee

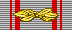
Ruban de la médaille de membre de la Nationale Volksarmee.

Le titre honorifique de membre de la Nationale Volksarmee était décerné sous la forme d’une médaille en République démocratique allemande (RDA). Il a été créé le 14 novembre 1975 et décerné pour la première fois le 20 février 1976. Cette médaille était décernée vingt fois par an au maximum et ne pouvait être accordée qu’une seule fois à la même personne. Le titre honorifique a permis aux membres de la NVA d’être honorés pour leur excellent travail lorsqu'ils avaient participé à l'amélioration de la combativité de l'armée.

## Apparence
La médaille, dorée à l'or fin, d’un diamètre de 35 mm, montre au centre de l'avers les armoiries d’État de la RDA (diamètre de 14,5 mm) sur fond rouge. Autour des armoiries se trouve la transcription  : FÜR DEN SCHUTZ DER ARBEITER UND BAUERNMACHT (POUR LA PROTECTION DES TRAVAILLEURS ET DU DROIT PAYSAN). Le bord de la médaille est recouvert d’une grande couronne de laurier doré, sur laquelle sont posés, en bas, deux couteaux croisés. Le revers de la médaille montre l’inscription sur quatre lignes  :
VERDIENTER
ANGEHÖRIGER
DER NATIONALEN

VOLKSARMEE
(Membre méritant de la Nationale Volksarmee)

## Mode de transport
La médaille était portée sur la partie supérieure gauche de la poitrine. La partie pentagonale est recouverte d'un ruban argenté gris et d'un laurier métallique doré. Deux bandes rouges verticales sont tissées dans le ruban argenté, dont l’extérieur mesure 0,5 mm et l’intérieur 2 mm de large. La distance entre le bord et la première bande intérieure est de 3 mm, la deuxième bande est à 0,5 mm de la première. Le ruban de rappel est de même qualité et présente également au centre le groupe de lauriers dorés en miniature.